# Opus Dei
Opus Dei (lat. Božje djelo, često samo: Djelo; puni naziv: Prelatura Svetog Križa i Opus Dei) institucija je Katoličke Crkve koju je 2. listopada 1928. osnovao španjolski svećenik i svetac Josemaría Escrivá de Balaguer. Zauzima se za širenje poruke o pozivu svih ljudi na svetost i o posvećujućoj vrijednosti svakodnevnog života, osobito profesionalnog rada. Potičući vjernike na dosljedan kršćanski život u svim uobičajenim okolnostima, želi pridonijeti poslanju Crkve u naviještanju katoličke vjere.
Crkva je instituciju konačno odobrila 1950., a današnji status osobne prelature dodijelio joj je papa Ivan Pavao II. apostolskom konstitucijom Ut sit 1982. godine. Sjedište joj je u Rimu, gdje se u prelatskoj crkvi Svete Marije od Mira nalaze i posmrtni ostaci utemeljitelja. 
Opus Dei ima približno 95.000 članova u više od 90 zemalja. Oko 70 % članova živi obiteljskim životom uz svjetovne karijere, dok ostali obično žive u centrima Djela i u celibatu. Uz profesionalne karijere i dobrotvorne djelatnosti posvećuju se vjerskom obrazovanju svojih članova i drugih koji to žele. 
Pravno gledano, Opus Dei je hijerarhijska ustanova Katoličke crkve koju vodi prelat uz pomoć svojih vijeća. Dok je pripadnost vjernika biskupiji određena prema području u kojem žive, kod osobne prelature riječ je o pripadnosti određenoj duhovnim pozivom (otuda i naziv osobna prelatura). Pritom laici Opusa Dei i dalje ostaju vjernici biskupija u kojima prebivaju.
U Hrvatskoj službeno započinje rad od 2003. godine, a pripreme za dolazak započele su 1990-ih posjetima članova iz Beča, uz podršku zagrebačkog nadbiskupa Josipa Bozanića.

## Povijest
- 2. listopada 1928.: Tijekom duhovnih vježbi u Madridu Escrivá se odlučuje na osnivanje Opus Dei kao puta svetosti za sve ljude putem profesionalnog rada i izvršavanja svakodnevnih dužnosti. Događaj je više puta opisivao kao prosvjetljenje i viđenje, a iskustvo je pripisivao Božjem posredovanju.
- 14. veljače 1930.: U organizaciju, koja je isprva bila namijenjena muškarcima, počinje primati i žene. Na tu se promjenu odlučio nakon slavlja svete mise, tijekom koje mu je, prema njegovim riječima, Bog objavio da je Opus Dei namijenjen i ženama.
- 1933.: Otvara se Akademija DYA, prvi centar Opus Dei, namijenjen ponajprije studentima. Uz predavanja iz prava i arhitekture, organizira se kršćansko obrazovanje i dobrotvorne aktivnosti na rubovima Madrida.
- 1936.: Po izbijanju Španjolskog građanskog rata i progonu kršćana Escrivá se mora skloniti na različita mjesta, a apostolske i obrazovne djelatnosti se prekidaju.
- 1939.: Escrivá se vraća u Madrid, a Opus Dei počinje širiti djelovanje i na druge španjolske gradove. Početak Drugog svjetskog rata sprječava širenje u druge zemlje.
- 19. ožujka 1941.: Madridski biskup Leopoldo Eijo y Garay daje Opus Dei prvo biskupijsko odobrenje.
- 14. veljače 1943.: Escrivá otkriva pravno rješenje koje mu omogućuje ređenje svećenika u Opus Dei – Svećeničko društvo Svetog Križa.
- 25. lipnja 1944.: Madridski biskup zaređuje za svećenike trojicu vjernika Opus Dei: Álvara del Portilla, Joséa Maríu Hernándeza de Garnicu i Joséa Luisa Múzquiza.
- 1946.: Escrivá se seli u Rim, odakle u narednim godinama putuje po Europi i postavlja temelje za djelatnosti Opus Dei u različitim zemljama.
- 24. veljače 1947.: Sveta Stolica daje Opus Dei prvo papinsko odobrenje.
- 29. lipnja 1948.: Osnivanje Rimskog kolegija Svetog Križa u Rimu, kasnije sveučilišta, ustanove za osobno i pastoralno obrazovanje, ponajprije vjernika Opus Dei.
- 16. lipnja 1950.: Papa Pio XII. daje organizaciji konačno odobrenje, koje omogućuje primanje oženjenih ljudi i pridruživanje dijecezanskih svećenika Svećeničkom društvu Svetog Križa.
- 1952.: U Pamploni se osniva opći studijski centar, koji kasnije postaje Sveučilište u Navarri.
- 12. prosinca 1953.: Osnivanje Rimskog kolegija Svete Marije, centra za duhovno, teološko i apostolsko obrazovanje žena u Opus Dei.
- 1969.: Sazivanje izvanrednog generalnog kongresa Opus Dei u Rimu. Cilj kongresa bio je proučiti preoblikovanje u osobnu prelaturu – pravnu formu koju je predvidio Drugi vatikanski sabor i koja se za organizaciju pokazala prikladnom.
- 1970.: Escrivá nastavlja s apostolskim putovanjima po Latinskoj Americi, Španjolskoj, Portugalu i drugdje, gdje se susreće s velikim skupinama ljudi.
- 26. lipnja 1975.: Escrivá umire u Rimu. Opus Dei tada ima približno 60.000 članova.
- 7. srpnja 1975.: Osnivanje Marijanskog svetišta Torreciudad u pokrajini Huesca (Španjolska).
- 15. rujna 1975.: Generalni izborni kongres bira Álvara del Portilla za nasljednika utemeljitelja, a imenuje ga papa Ivan Pavao II.
- 28. studenoga 1982.: Papa proglašava organizaciju osobnom prelaturom, pravno oblikom koji odgovara njezinoj teološkoj i pastoralnoj naravi.
- 17. svibnja 1992.: Proglašenje Escrive blaženim na Trgu svetog Petra u Rimu.
- 23. ožujka 1994.: U Rimu, nekoliko sati nakon povratka s hodočašća u Svetu zemlju, umire Álvaro del Portillo.
- 20. travnja 1994.: Papa potvrđuje izbor Javiera Echevarríe za prelata Opus Dei.
- 6. listopada 2002.: Ivan Pavao II. proglašava Escrivá svetim.
- 2003.: Početak djelovanja Opus Dei u Hrvatskoj.

## Značajke

### Poziv svih na svetost i apostolat
Dogmatska konstitucija Katoličke Crkve Lumen gentium piše, da su »svi Kristovi vjernici, kojega god staleža ili reda, pozvani na puninu kršćanskoga života i na savršenstvo ljubavi; tom se svetošću i u zemaljskom društvu promiče čovječniji način života.« Za Escrivu je još od 1928. središnje mjesto u njegovu naučavanju zauzimao poziv svih na svetost: »Svetost nije nešto za povlaštene,« naglasio je 1930. godine, »jer Bog zove svakoga, od svakoga očekuje ljubav, od svih, ma gdje se nalazili, bez obzira na njihov stalež, zvanje ili zaposlenje.« S posebnom je ustrajnošću od samog početka opominjao da svi kršćanski vjernici imaju svećeničku dušu i sudjeluju u Kristovu svećeništvu. Članovima Opus Dei pisao je 11. ožujka 1940.: »Kada sa svećeničkom dušom stavljamo svetu misu u središte našeg unutarnjeg života, nastojimo biti s Isusom, između Boga i ljudi.«
Drugi vatikanski koncil 1965. u dekretu Apostolicam Actuositatem upozorio je da dužnost i pravo laika proizlazi iz krštenja i krizme da svojim djelima „prinose duhovne žrtve“ i svjedoče za Krista.

### Božje sinovstvo
Kršćanin je Božje dijete snagom krštenja. Opus Dei naglašava ovu temeljnu istinu kršćanstva, kako uči utemeljitelj: »Božje sinovstvo je temelj duha Opus Dei.« Stoga osobna formacija koju pruža Prelatura u svakom vjerniku budi živu svijest o statusu Božje djece i pomaže mu da se ponaša u skladu s tom stvarnošću; to donosi pouzdanje u Božju providnost, jednostavnost u odnosu s Bogom, duboko poštovanje dostojanstva svake osobe, bratstvo među ljudima, istinsku kršćansku ljubav prema svim stvarima koje je Bog stvorio, vedrinu i optimizam.

### Svakodnevni život i jedinstvo
Svaki kršćanin može tražiti svetost u okolnostima svoga života i u djelatnostima koje obavlja. Escriva piše, da član Opusa Dei nije ništa drugačiji od drugih običnih kršćana i željno nastoji postaviti Krista na vrh ljudskih djelatnosti, posvećujući posebnu pozornost radu, koji postaje sredstvo posvećenja. "Ili učimo otkrivati Gospodina u svakodnevici ili ga nikad nećemo pronaći." Zato su za kršćanina važne sve kreposti: vjera, nada i ljubav te ljudske kreposti: velikodušnost, marljivost, pravednost, vjernost, radost, iskrenost itd. Kršćanin oponaša Krista i životom tih kreposti. Među obične stvari na kojima kršćanin treba graditi vlastito posvećenje i kojima treba dati kršćansku dimenziju spadaju za većinu ljudi i brak i obitelj, što opisuje kao "sakrament, i ideal, i poziv."
Jedinstvo života, tvrdi Escriva, bitan je uvjet za sve koji se žele posvećivati u običnim okolnostima svoga rada, svojih osobnih i društvenih odnosa. Kršćanin koji živi usred svijeta ne smije »dvostruki život: s jedne strane bio je to unutarnji život, komunikacija s Bogom; a s druge strane, jasno odvojen obiteljski, poslovni i društveni život.« Naprotiv, postoji »samo jedan život koji se sastoji od tijela i duha. Jedinstveni život mora biti svet i tijelom i dušom, mora biti ispunjen Bogom, nevidljivim Bogom kojeg susrećemo u sasvim vidljivim i materijalnim stvarima.«

### Posvećivanje rada
Posvećivanje običnog rada temelj je na kojem počiva cjelokupni duhovni život kršćanina. Posvećivati rad znači obavljati ga s najvećom mogućom ljudskom savršenošću (profesionalnom osposobljenošću) i s kršćanskom savršenošću (iz ljubavi prema Božjoj volji i u služenju ljudima). Po duhu Opus Dei rad, profesionalna djelatnost koju svatko obavlja u svijetu, može biti posvećen i može postati put posvećenja: »Podsjetili smo kršćane na predivne riječi u Knjizi postanka koje nam kazuju da je Bog stvorio čovjeka da bi mogao raditi, usredotočili smo se na Kristov primjer, koji je proveo većinu svojeg života na zemlji radeći kao seoski zanatlija. Mi volimo ljudski rad koji je On odabrao kao svoj položaj u životu, koji je njegovao i posvetio. Mi vidimo u radu, u čovjekovu plemenitom stvaralaštvu ne samo jednu od najviših ljudskih vrijednosti, neizostavnu za društveni napredak i društvenu pravednost u odnosima među ljudima, već također znak Božje ljubavi za Njegova stvorenja, i čovjekove ljubavi za drugog i za Boga. U radu vidimo način za usavršavanje, put do svetosti.«

### Sloboda
Vjernici Opus Dei uživaju ista prava kao i svi drugi građani i podložni su istim dužnostima. U političkim, gospodarskim, kulturnim i sličnim izborima djeluju s osobnom slobodom i odgovornošću, bez ikakvog zahtjeva da uključuju Crkvu ili Opus Dei u svoje odluke, niti da ih predstavljaju kao jedine spojive s vjerom. Iz toga slijedi poštivanje slobode i mišljenja drugih ljudi, što se posebno uvažava i pri razmatranju molbi za ulazak u Opus Dei.

### Život molitve i odricanja
Duh Opus Dei usmjeren je na njegovanje molitve i pokore, što treba podupirati nastojanja oko posvećivanja svakodnevnih aktivnosti. Stoga vjernici Prelature uključuju u svoj život neke stalne kršćanske pobožnosti: meditaciju, svakodnevno sudjelovanje na svetoj misi, ispovijed, čitanje i razmatranje Evanđelja itd. Pobožnost prema Mariji zauzima važno mjesto u njihovu srcu. Da bi nasljedovali Isusa, čine i djela odricanja, osobito ona koja pomažu vjernom ispunjavanju dužnosti i čine život ugodnijim drugima, kao i odricanje od malih ugodnosti, post, milostinju itd.
Osim toga, članovi Opus Dei u celibatu provode tjelesno mrtvljenje, npr. uporabu pokorničkog pojasa i biča, povremeno spavanje bez jastuka ili na podu. Tjelesno mrtvljenje ima, s obzirom na svece poput Tome Morea, Majke Terezije i Ivana Pavla II., u Crkvi i u drugim religijama dugu tradiciju. Praksa se temelji na želji za bliskim nasljedovanjem Krista (usp. Lk 9,23), zadovoljštini, ranjivosti ljudske naravi, sklonosti grijehu i duhu odricanja radi postizanja duhovnih ciljeva. Naglasak je ipak na uzornom ispunjavanju svakodnevnih dužnosti, dobrim djelima i očuvanju vedrine; i to su naime primjeri mrtvljenja, tj. odricanja.

## Organizacija i djelatnosti

### Organizacija
Opus Dei vodi prelat u skladu s kanonskim pravom i vlastitim statutom Prelature. Od 2017. to je Fernando Ocáriz. Prelat — a u njegovo ime njegovi vikari — vrši jurisdikciju i ordinarij je Prelature. Prelaturu uređuju odredbe općega crkvenog prava, apostolska konstitucija Ut sit i vlastiti statut – Zakonik posebnog prava Opusa Dei. Zakonik kanonskog prava iz 1983. godine sadrži temeljne propise o pravnom obliku osobne prelature (kan. 294–297).
Svećenici koji čine prezbiterij Prelature potpuno ovise o prelatu. On određuje njihove pastoralne zadaće, koje vrše u tijesnoj povezanosti s biskupijskom pastoralom. Prelatura je odgovorna za njihovo ekonomsko uzdržavanje. Vjernici laici ovise o prelatu u onome što se tiče posebnog poslanja Prelature. Podložni su civilnim vlastima na isti način kao i ostali građani, te crkvenim vlastima jednako kao i ostali katolički laici.
U vođenju Opus Dei prelat se oslanja na dva vijeća: Centralni savjet za žensku granu i Generalno vijeće za mušku. Oba imaju sjedište u Rimu. Upravljanje u Prelaturi je kolegijalno: prelat i njegovi vikari uvijek vrše svoje zadaće u suradnji s odgovarajućim vijećima, koja su većinom sastavljena od laika. Generalni kongres Prelature, kojem prisustvuju članovi iz različitih zemalja gdje je Opus Dei prisutan, obično se saziva svakih osam godina. Na tim kongresima proučava se apostolski rad Prelature i prelatu se predlažu smjernice za buduće pastoralne aktivnosti. Na kongresu prelat nanovo imenuje svoja vijeća. Prelatura je podijeljena na područja ili teritorije, zvane regije. Na čelu svake regije — čije se područje može poklapati s granicama države, a i ne mora — nalazi se regionalni vikar i uz njega dva vijeća: Regionalno vijeće za žene i Regionalni odbor za muškarce.
Centri mogu biti ženski ili muški. U svakome od njih nalazi se mjesno vijeće, kojim predsjeda laik — ravnateljica ili ravnatelj — i najmanje još dva vjernika Prelature. Za posebnu dušobrižničku skrb vjernika određenog centra ordinarij Prelature određuje svećenika iz vlastitog prezbiterija. Nijedna upravna funkcija, osim službe prelata, nije doživotna.
Svi vjernici skrbe za svoje osobne i obiteljske potrebe svojim redovitim profesionalnim radom. Osim vlastitog uzdržavanja, vjernici i suradnici Opus Dei također pridonose pokrivanju troškova pastoralnih potreba Prelature. Ti se troškovi uglavnom odnose na uzdržavanje i obrazovanje svećenika Prelature, na potrebe sjedišta prelatske kurije — i regionalnog vodstva ili delegacija — te na materijalnu pomoć potrebitima koju pruža Prelatura. Vjernici Opus Dei, naravno, pomažu i crkvama, župama i dr.

### Vjernici Opus Dei
Prema crkvenopravnom nauku, teologiji i duhu koji je svojstven Prelaturi, članove je prikladnije nazivati vjernicima Opus Dei ili vjernicima Djela, jer bi za to trebali osjećati duhovni poziv. Razlike među njima, prema statutu, odnose se na njihovu uobičajenu raspoloživost Prelaturi. U nju je 2021. bilo uključeno 93.510 laika i 2.115 svećenika, no ti brojevi ne obuhvaćaju one pridružene Svećeničkom društvu Svetog Križa, kojih je oko 2000.
Većinu vjernika Opus Dei, oko 70 %, čine supernumerariji. Obično se radi o oženjenim muškarcima i ženama koji žive sa svojim obiteljima i imaju profesionalnu karijeru. Sudjeluju u aktivnostima u centrima, poput duhovnih vježbi i obnova. Zbog prvenstveno obiteljskih i profesionalnih obveza nisu na raspolaganju Prelaturi u istoj mjeri kao ostali vjernici, no ipak joj prema svojim mogućnostima pridonose financijskim ili drugim sredstvima.
Oko 20 % ukupnog članstva čine numerariji. Numerariji žive u celibatu i u centrima organizacije, a svoje vrijeme i sredstva u punoj raspoloživosti (plena disponibilitas) posvećuju Opus Dei. Dobivaju posebno obrazovanje iz filozofije i teologije. Većina njih obavlja svjetovne profesije, a neki profesionalno usmjeravaju apostolske aktivnosti Opus Dei ili zauzimaju položaje u upravi Prelature. Takve su zadaće za njih obično samo privremene. Zbog svoje raspoloživosti numerariji su obično duhovni voditelji ostalih članova, a po potrebi su iz apostolskih razloga spremni preseliti se u druge krajeve, ako s tim pristanu. Za njih je važno da u centrima njeguju obiteljsko ozračje.
Među numerarijima se obično biraju kandidati za svećenike Prelature, ali i među pridruženima. I oni žive u celibatu i dobivaju slično filozofsko i teološko obrazovanje kao numerariji, no za razliku od njih nisu u potpunosti raspoloživi Prelaturi. Njihova raspoloživost ovisi o profesionalnim i obiteljskim obvezama, a ne žive u centrima Opus Dei.
Numerarije pomoćnice svojim stručnim radom u velikoj mjeri, iako ne isključivo i uvijek, pridonose kućanskoj skrbi o centrima Opus Dei.
Suradnici Prelature nisu njezini članovi i za njihov prijem nije potrebna posebna zvanja. Mogu biti druge vjeroispovijesti ili nevjernici. Putem molitve, pomoći i drugih načina pridonose ostvarivanju obrazovnih, dobrotvornih i kulturnih djelatnosti Prelature. Primaju duhovna dobra i molitvenu pomoć njezinih vjernika.
I ženska i muška grana organizacije imaju ovakvu podjelu. Žene čine 57 % svih vjernika Opus Dei, dobivaju jednako filozofsko i teološko obrazovanje kao i muškarci, sudjeluju u izboru novog prelata i za upravljanje ženskim centrima financijski i organizacijski same snose odgovornost.
Postupak inkorporacije u Opus Dei opisan je na mrežnoj stranici organizacije.

### Djelatnosti
Glavnu apostolsku djelatnost Opus Dei ostvaruje svaki član pojedinačno, tako što djeluje na vlastitu inicijativu, sa svojom slobodom i odgovornošću.
Opus Dei kao ustanova pomaže običnim ljudima da u svojim svakodnevnim djelatnostima žive u skladu sa svojom kršćanskom vjerom. Pomaže im tako što im pruža duhovnu pomoć i usmjerava ih kako bi to postigli. Zato se organiziraju duhovne obnove, tečajevi filozofije i teologije, duhovno vodstvo i slično — najprije za članove, ali i za sve koji žele primati duhovnu pomoć.
Postoje i druge organizirane inicijative u kojima Opus Dei skrbi za doktrinarnu i duhovnu dimenziju. To su uvijek neprofitne djelatnosti koje pružaju usluge poučavanja, dobrotvornosti ili sličnog društveno korisnog značaja te uključuju kulturne centre, škole i sveučilišta, studentske domove, omladinske klubove, poljoprivredne škole i zdravstvene ustanove.
Za vrijeme svoga pontifikata papa Ivan XXIII. povjerio je Opus Dei uspostavu apostolske djelatnosti u rimskom predgrađu Tiburtino, gdje su ljudi živjeli u vrlo teškim prilikama i trpjeli svakojaka oskudijevanja.
Nekoliko godina kasnije, 21. studenoga 1965., papa Pavao VI. otvorio je centar ELIS (Educazione, Lavoro, Istruzione, Sport – odgoj, rad, obrazovanje, sport), namijenjen profesionalnom osposobljavanju mladih zaposlenih na tom području. Kada ga je prilikom jednog posjeta ondje dočekao utemeljitelj i mnoštvo ljudi iz susjedstva, papa je zagrlio Escrivu rekavši: „Ovdje je sve, baš sve, Opus Dei (Božje djelo).”

## Svetci i članovi u procesu beatifikacije
Nekoliko članova organizacije nalazi se u postupku beatifikacije odnosno kanonizacije. Sv. Josemaría Escrivá de Balaguer jedini je svetac, a za blažene su proglašeni njegov nasljednik Álvaro del Portillo i kemičarka Guadalupe Ortiz de Landázuri. Njihov proces još uvijek traje.
U postupku beatifikacije su časni
- Isidoro Zorzano (1902.–1943.), argentinski inženjer.
- Montserrat Grases (1941.–1959.), katalonska studentica.
- Alexia González-Barros González (1971.–1985.), španjolska djevojka.

A Božji službenici su:
- Toni Zweifel (1938.–1989.), švicarski inženjer.
- Ernesto Cofiño (1899.–1991.), gvatemalski pedijatar.
- José María Hernández Garnica (1913.–1972.), španjolski inženjer i svećenik.
- María Lourdes de Miguel Crespo (1913.–1983.) i Fernando Crespo Alfageme (1907.–1976.), španjolski supružnici.
- José Luis Múzquiz de Miguel (1912.–1983.), španjolski svećenik koji je Opus Dei proširio u SAD-u.
- Laura Busca Otaegui Ortiz de Landázuri (1918.–2000.) i Eduardo Ortiz de Landázuri (1910.–1985.), španjolska farmaceutkinja i liječnik, supružnici.
- Jeremy Joyner White (1938.–1990.), engleski predavač i pedagog u Nigeriji.
- Paquita Domínguez Susín (1912.–1994.) i Tomás Alvira (1906.–1992.), učiteljica i pedagog, supružnici.
- Encarnita Ortega Pardo (1920.–1995.), jedna od prvih članica Djela.
- Adolfo Rodríguez Vidal (1920.–2003.), biskup u čileanskom Los Ángelesu.
- Dora del Hoyo (1914.–2004.), jedna od prvih članica Djela.
- Juan Ignacio Larrea Holguín (1930.–2006.), argentinski pravnik i nadbiskup ekvadorskog Guayaquila.

## U Hrvatskoj
Prvi član Opusa Dei izvan Španjolske bio je Hrvat Vladimir Vince, a jedan od najuglednijih na njegovom sveučilištu u Pamploni bio je Hrvat, također član Opusa Dei, Luka Brajnović. Stalno djelovanje Opusa Dei u Hrvatskoj započelo je 2003. godine dolaskom prvih vjernika Prelature, uglavnom laika, koji su dolazili iz različitih zemalja Europe i Amerike, kako bi se u Zagrebu uspostavio muški i ženski centar. Prvi vikar Prelature u Hrvatskoj bio je mons. dr. Jorge Ramos, a 2010. godine zamijenio ga je vlč. dr. Josep Peguera - Poch. Prije početka stalnog djelovanja Prelature u Hrvatskoj tijekom 90-tih godina 20. stoljeća zabilježeni su posjeti članova Opusa Dei iz Beča što je bila priprema za stalno djelovanje Opusa Dei u Hrvatskoj. Početak stalnog djelovanja Prelature u Hrvatskoj pratio je vikar u Beču dr. Martin Schlag koji je bio u stalnom kontaktu s biskupom Josipom Bozanićem.  Nakon biskupovog odobrenja Opus Dei otvorio je svoje prve centre u Hrvatskoj i započeo sa stalnim djelovanjem. Duhovnu potporu vjernicima Opus Dei danas pruža u tri centra – Studentskim domovima "Gradec" i "Harmica", te centru "Dinara". Dužnost vikara Opusa Dei u Hrvatskoj su obnašali mons. dr. Jorge Ramos (2003. – 2010.) i vlč. Josep Peguera - Poch (2010-do danas), koji je u lipnju 2020. promjenom organizacijske strukture postao vikar za Hrvatsku i Sloveniju. Sada, regionalni vikar u regiji je vlč. Stefan Moszoro-Dąbrowski.

## Poveznice
- Josemaría Escrivá de Balaguer

## Vanjske poveznice
- Službena stranica Opus Dei